# 佐藤喜左衛門

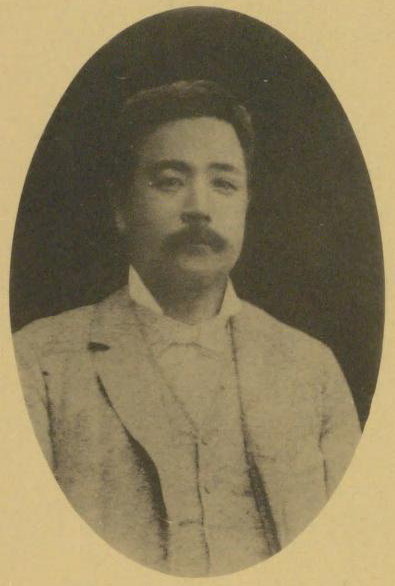
佐藤喜左衛門

佐藤 喜左衛門（さとう きざえもん、1848年（嘉永元年） - 1899年（明治32年）11月5日）は、明治時代の政治家。横浜市長。

## 経歴
武蔵国久良岐郡北方村（神奈川県久良岐郡本牧村を経て現横浜市中区）に生まれる。1877年（明治10年）横浜第1大区3小区戸長、1883年（明治16年）横浜区長心得を経て、同年久良岐郡長に任じられた。ほか、大住・淘綾郡長を務めた。
増田知前市長の辞職後、1890年（明治23年）2月の市会で商人派により横浜市長に推され、3月1日、就任した。共有物事件、ガス局事件などの解決、横浜商業会議所の設立、横浜水道・十全病院・ガス局の市営移管などに尽くし、1896年（明治29年）3月1日、満期退職した。退職後の1899年（明治32年）外遊先のホノルルでマラリアに罹り病没した。